# Paraskeva
Paraskeva (kyrillisch Параскева) ist ein weiblicher Vorname, der überwiegend bei Serben, Mazedoniern, Bulgaren, Rumänen und Griechen verbreitet ist.

## Herkunft und Bedeutung
Abgeleitet vom griechischen Wort paraskeuē bedeutet es die Vorbereitete bzw. die Fertige (siehe auch Paraskevi).
Meist wird Paraskeva hinter den Namen von Heiligen gehängt. Indes gibt es auch mehrere Heilige der Ostkirche des Namens, darunter die Sveta Petka Paraskeva, die bei den Serben verehrt wird.